# Tour der British Lions nach Südafrika 1962
| Tour der British Lions nach Südafrika 1962 | Tour der British Lions nach Südafrika 1962 | Tour der British Lions nach Südafrika 1962 | Tour der British Lions nach Südafrika 1962 | Tour der British Lions nach Südafrika 1962 |
| Übersicht                                  | S                                          | G                                          | U                                          | N                                          |
| ------------------------------------------ | ------------------------------------------ | ------------------------------------------ | ------------------------------------------ | ------------------------------------------ |
| Test Matches                               | 04                                         | 0                                          | 1                                          | 3                                          |
| Sonstige Spiele                            | 21                                         | 16                                         | 3                                          | 2                                          |
| Gesamt                                     | 25                                         | 16                                         | 4                                          | 5                                          |
|                                            |                                            |                                            |                                            |                                            |
| Südafrika                                  | 04                                         | 0                                          | 1                                          | 3                                          |

Die Tour der British Lions nach Südafrika 1962 war eine Rugby-Union-Tour der als British Lions bezeichneten Auswahlmannschaft (heute British and Irish Lions). Sie reiste von Mai bis August 1962 durch Südafrika und bestritt während dieser Zeit 25 Spiele, darunter vier Test Matches gegen die südafrikanische Nationalmannschaft. Von den 21 Spielen gegen regionale Auswahlteam gewannen die Lions 16, dazu kamen drei Unentschieden und zwei Niederlagen. Zu diesen Spielen gehörten Begegnungen mit den Auswahlteams von Rhodesien, Südwestafrika und (auf der Rückreise) Ostafrika. Die Test-Match-Serie gegen die Springboks verlief mit einem Unentschieden und drei Niederlagen enttäuschend.

## Spielplan
- Hintergrundfarbe grün = Sieg
- Hintergrundfarbe gelb = Unentschieden
- Hintergrundfarbe rot = Niederlage

(Test Matches sind grau unterlegt; Ergebnisse aus der Sicht der Lions)
| #  | Datum           | Gegner                  | Ort            | Stadion                 | Ergebnis |
| -- | --------------- | ----------------------- | -------------- | ----------------------- | -------- |
| 01 | 26. Mai 1962    | Rhodesien               | Bulawayo       | Hartsfield              | 38:9     |
| 02 | 30. Mai 1962    | Griqualand West         | Kimberley      | De Beers Stadium        | 8:8      |
| 03 | 02. Juni 1962   | Western Transvaal       | Potchefstroom  | Olën Park               | 11:6     |
| 04 | 06. Juni 1962   | Southern Universities   | Kapstadt       | Newlands Stadium        | 14:11    |
| 05 | 09. Juni 1962   | Boland                  | Wellington     | Boland Park             | 6:0      |
| 06 | 12. Juni 1962   | Südwestafrika           | Windhoek       | South West Stadium      | 14:6     |
| 07 | 16. Juni 1962   | Northern Transvaal      | Pretoria       | Loftus Versfeld Stadium | 6:14     |
| 08 | 23. Juni 1962   | Südafrika               | Johannesburg   | Ellis Park Stadium      | 3:3      |
| 09 | 27. Juni 1962   | Natal                   | Durban         | Kings Park Stadium      | 13:3     |
| 10 | 30. Juni 1962   | Eastern Province        | Port Elizabeth | Boet Erasmus Stadium    | 21:6     |
| 11 | 04. Juli 1962   | Orange Free State       | Bloemfontein   | Free State Stadium      | 14:14    |
| 12 | 07. Juli 1962   | Junior Springboks       | Pretoria       | Loftus Versfeld Stadium | 16:11    |
| 13 | 11. Juli 1962   | Combined Services       | Potchefstroom  | Olën Park               | 20:6     |
| 14 | 14. Juli 1962   | Western Province        | Kapstadt       | Newlands Stadium        | 21:13    |
| 15 | 17. Juli 1962   | South Western Districts | Oudtshoorn     | Recreation Ground       | 11:3     |
| 16 | 21. Juli 1962   | Südafrika               | Durban         | Kings Park Stadium      | 0:3      |
| 17 | 25. Juli 1962   | Northern Universities   | Springs        | PAM Brink Stadium       | 6:6      |
| 18 | 28. Juli 1962   | Transvaal               | Johannesburg   | Ellis Park Stadium      | 24:3     |
| 19 | 04. August 1962 | Südafrika               | Kapstadt       | Newlands Stadium        | 3:8      |
| 20 | 08. August 1962 | North Eastern Districts | Burgersdorp    | Danie Craven Stadium    | 34:8     |
| 21 | 11. August 1962 | Border                  | East London    | Border Ground           | 5:0      |
| 22 | 15. August 1962 | Central Universities    | Port Elizabeth | Boet Erasmus Stadium    | 14:6     |
| 23 | 18. August 1962 | Eastern Transvaal       | Springs        | PAM Brink Stadium       | 16:19    |
| 24 | 25. August 1962 | Südafrika               | Bloemfontein   | Free State Stadium      | 14:34    |
| 25 | 28. August 1962 | Ostafrika               | Nairobi        | RFUEA Ground            | 50:0     |

## Test Matches
| 23. Juni 1962 | Südafrika           | 3 : 3         | British Lions            | Ellis Park Stadium, Johannesburg Zuschauer: 73.000 Schiedsrichter: Albert Strasheim (Südafrika) |
| 23. Juni 1962 | Versuche: Gainsford | (3:0) Bericht | Versuche: Kingsley Jones | Ellis Park Stadium, Johannesburg Zuschauer: 73.000 Schiedsrichter: Albert Strasheim (Südafrika) |

Aufstellungen:
- Südafrika: Johan Claassen , Frik du Preez, John Gainsford, Douglas Hopwood, Fanie Kuhn, Abie Malan, Avril Malan, Mof Myburgh, Keith Oxlee, Mannetjies Roux, Ormond Taylor, Piet Uys, Hugo van Zyl, Lionel Wilson, Wang Wyness
- Lions: Niall Brophy, Mike Campbell-Lamerton, Dickie Jeeps, Ken Jones, Kingsley Jones, Bryn Meredith, Syd Millar, Bill Mulcahy, Alun Pask, Budge Rogers, Keith Rowlands, Arthur Smith , Gordon Waddell, Mike Weston, John Willcox

| 21. Juli 1962 | Südafrika          | 3 : 0   | British Lions | Kings Park Stadium, Durban Zuschauer: 40.000 Schiedsrichter: Kenneth Carlson (Südafrika) |
| 21. Juli 1962 | Straftritte: Oxlee | Bericht |               | Kings Park Stadium, Durban Zuschauer: 40.000 Schiedsrichter: Kenneth Carlson (Südafrika) |

Aufstellungen:
- Südafrika: Chris Bezuidenhout, Hannes Botha, Johan Claassen , Dawie de Villiers, Frik du Preez, Jannie Engelbrecht, John Gainsford, Douglas Hopwood, Fanie Kuhn, Abie Malan, Keith Oxlee, Mannetjies Roux, Louis Schmidt, Lionel Wilson, Wang Wyness
- Lions: Dewi Bebb, Mike Campbell-Lamerton, Dickie Jeeps, Ken Jones, Kingsley Jones, Bryn Meredith, Syd Millar, Haydn Morgan, Bill Mulcahy, Alun Pask, Keith Rowlands, Arthur Smith , Gordon Waddell, Mike Weston, John Willcox

| 4. August 1962 | Südafrika                                            | 8 : 3         | British Lions    | Newlands Stadium, Kapstadt Zuschauer: 55.000 Schiedsrichter: Albert Strasheim (Südafrika) |
| 4. August 1962 | Versuche: Oxlee Erhöhungen: Oxlee Straftritte: Oxlee | (3:3) Bericht | Dropgoals: Sharp | Newlands Stadium, Kapstadt Zuschauer: 55.000 Schiedsrichter: Albert Strasheim (Südafrika) |

Aufstellungen:
- Südafrika: Chris Bezuidenhout, Hannes Botha, Johan Claassen , Dawie de Villiers, Frik du Preez, Jannie Engelbrecht, John Gainsford, Douglas Hopwood, Fanie Kuhn, Abie Malan, Keith Oxlee, Mannetjies Roux, Hugo van Zyl, Lionel Wilson, Wang Wyness
- Lions: Dewi Bebb, Mike Campbell-Lamerton, Dickie Jeeps, Ken Jones, Kingsley Jones, Tom Kiernan, Willie John McBride, Bryn Meredith, Syd Millar, Haydn Morgan, Bill Mulcahy, Alun Pask, Richard Sharp, Arthur Smith , Mike Weston

| 25. August 1962 | Südafrika                                                                                         | 34 : 14        | British Lions                                                                       | Free State Stadium, Bloemfontein Zuschauer: 60.000 Schiedsrichter: Pieter Myburgh (Südafrika) |
| 25. August 1962 | Versuche: Claassen Gainsford Roux (2) van Zyl Wyness Erhöhungen: Oxlee (5) Straftritte: Oxlee (2) | (10:6) Bericht | Versuche: Campbell-Lamerton Cowan Rowlands Erhöhungen: Willcox Straftritte: Willcox | Free State Stadium, Bloemfontein Zuschauer: 60.000 Schiedsrichter: Pieter Myburgh (Südafrika) |

Aufstellungen:
- Südafrika: Chris Bezuidenhout, Hannes Botha, Johan Claassen , Frik du Preez, Jannie Engelbrecht, John Gainsford, Ronald Hill, Douglas Hopwood, Fanie Kuhn, Keith Oxlee, Mannetjies Roux, Piet Uys, Hugo van Zyl, Lionel Wilson, Wang Wyness
- Lions: Niall Brophy, Mike Campbell-Lamerton, Ronald Cowan, Dave Hewitt, Dickie Jeeps , Kingsley Jones, Willie John McBride, Bryn Meredith, Syd Millar, Bill Mulcahy, Budge Rogers, Keith Rowlands, Richard Sharp, Mike Weston, John Willcox

## Kader

### Management
- Tourmanager: Brian Vaughan
- Assistent: Harry McKibbin
- Kapitän: Arthur Smith

### Spieler
| Spieler        | Position         | Mannschaft                    |
| -------------- | ---------------- | ----------------------------- |
| Dickie Jeeps   | Gedrängehalb     | Northampton Saints            |
| Wales          | Gedrängehalb     | Aberavon RFC                  |
| Richard Sharp  | Verbinder        | Oxford University RFC         |
| Gordon Waddell | Verbinder        | London Scottish FC            |
| John Brown     | Innendreiviertel | Blackheath FC                 |
| John Dee       | Innendreiviertel | Hartlepool Rovers             |
| David Hewitt   | Innendreiviertel | Queen’s University RFC        |
| Ken Jones      | Innendreiviertel | Llanelli RFC                  |
| Mike Weston    | Innendreiviertel | Durham City RFC               |
| Dewi Bebb      | Außendreiviertel | Swansea RFC                   |
| Niall Brophy   | Außendreiviertel | University College Dublin RFC |
| Ronald Cowan   | Außendreiviertel | Selkirk RFC                   |
| Raymond Hunter | Außendreiviertel | CIYMS                         |
| Arthur Smith   | Außendreiviertel | Murrayfield Wanderers FC      |
| John Douglas   | Schlussmann      | Stewart’s Melville RFC        |
| Tom Kiernan    | Schlussmann      | University College Cork RFC   |
| John Willcox   | Schlussmann      | Oxford University RFC         |

| Spieler                | Position             | Mannschaft         |
| ---------------------- | -------------------- | ------------------ |
| Herbert Godwin         | Hakler               | Coventry RFC       |
| Stanley Hodgson        | Hakler               | Durham City RFC    |
| Bryn Meredith          | Hakler               | Newport RFC        |
| Kingsley Jones         | Pfeiler              | Cardiff RFC        |
| Syd Millar             | Pfeiler              | Ballymena RFC      |
| David Rollo            | Pfeiler              | Howe of Fife RFC   |
| Thomas Wright          | Pfeiler              | Blackheath FC      |
| Willie John McBride    | Zweite-Reihe-Stürmer | Ballymena RFC      |
| Bill Mulcahy           | Zweite-Reihe-Stürmer | UL Bohemians RFC   |
| Keith Rowlands         | Zweite-Reihe-Stürmer | Cardiff RFC        |
| Glyn Davidge           | Flügelstürmer        | Newport RFC        |
| Haydn Morgan           | Flügelstürmer        | Abertillery RFC    |
| Budge Rogers           | Flügelstürmer        | Bedford Blues      |
| Mike Campbell-Lamerton | Nummer Acht          | London Scottish FC |
| David Nash             | Nummer Acht          | Ebbw Vale RFC      |
| Alun Pask              | Nummer Acht          | Abertillery RFC    |